# ایستگاه تبلیغ مذهبی

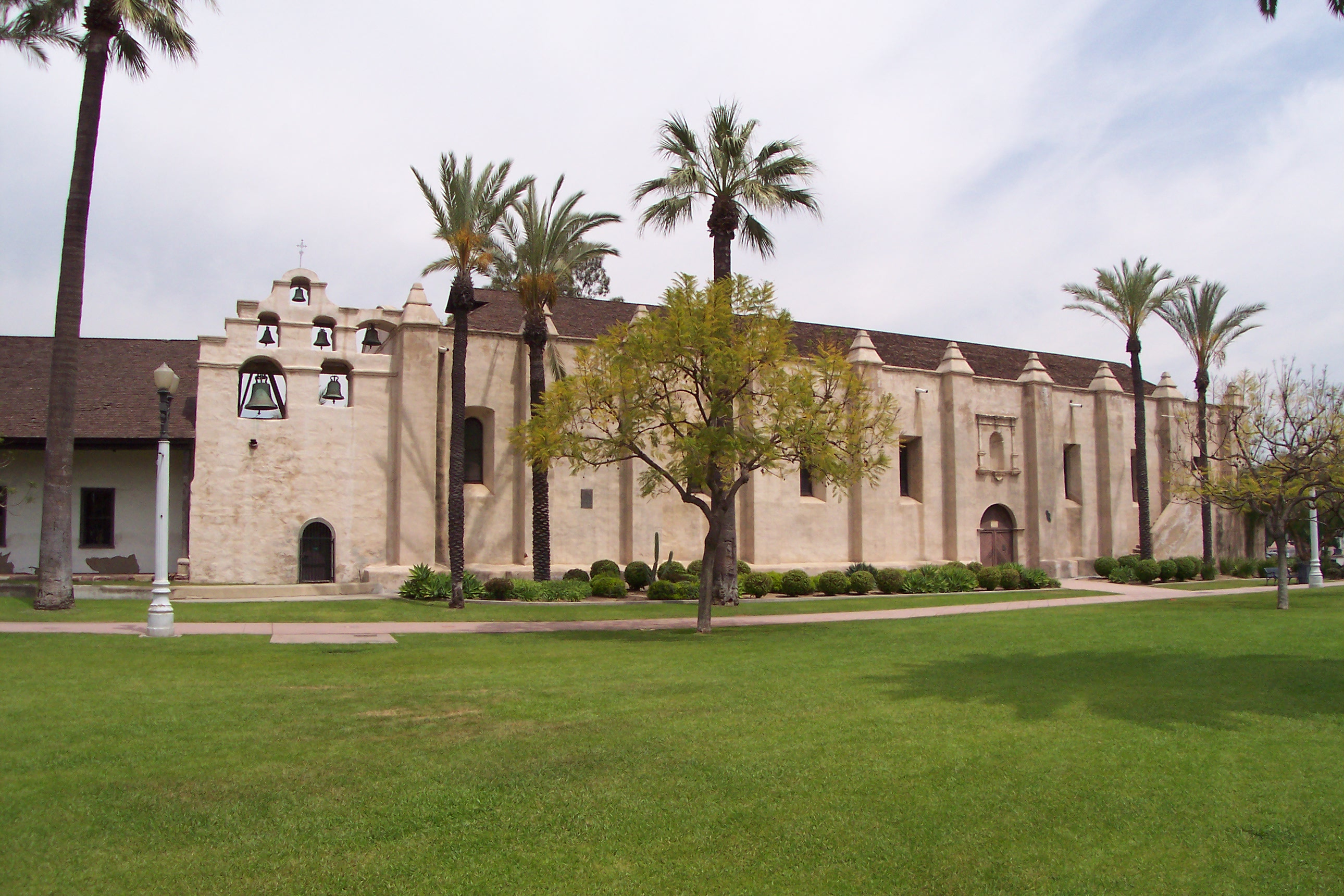
ایستگاه تبلیغ مذهبی سن گابریل در سن گابریل، کالیفرنیا

ایستگاه تبلیغ مذهبی (انگلیسی: Mission) مکانی برای کار مبلغ مذهبی، به ویژه هیئت‌های تبلیغی مسیحی است.

## تاریخچه
از نظر تاریخی، ایستگاه‌های تبلیغ مذهبی جوامع مذهبی بوده‌اند که برای گسترش اعتقاد به مسیحیت به جمعیت‌های بومی محلی استفاده می‌شوند. ایستگاه‌های تبلیغ مذهبی اغلب کارکردهای خیریه نیز داشتند: ارائه کمک پزشکی، غذا، سرپناه و پوشاک به کسانی که آن را درخواست می‌کردند، و آموزش دنیوی و مذهبی. بودجه برای مبلغ‌های مذهبی از کمک‌های مالی افراد در فرقه مسیحی، که احتمالاً توسط دولت محلی، منطقه ای یا ایالتی افزایش یافته بود، تأمین می‌شد.

### در آمریکا
حمایت کلیسای کاتولیک از مبلغ‌های اسپانیایی در قاره آمریکا نقش کلیدی در استعمار اسپانیایی قاره آمریکا داشت. جوامع هیئت کاتولیک معمولاً شامل کلیساها، باغ‌ها، مزارع، انبارها، اتاق‌های کار، خوابگاه‌ها و مدارس بودند. آنها اغلب در نزدیکی یک منبع آب خوب برای حمایت از جمعیت محلی قرار داشتند.

### در استرالیا
ایستگاه‌های تبلیغ مذهبی در استرالیا هم در تلقین بومیان استرالیا به مسیحیت نقش داشتند، هم در کنترل حرکات آنها و هم در حذف کودکان از خانواده‌ها، که نسل ربوده‌شده را موجب شد. مبلغان آلمانی (آلمانی‌های استرالیا) از نخستین روزهای استعمار استرالیا، ایستگاه‌ها و مدارس لوتری و دیگر مبلغ‌های مذهبی را اداره می‌کردند. یکی از بزرگ‌ترین سازمان‌ها، مبلغان بومیان متحده بود که ده‌ها مبلغ و ایستگاه را در استرالیای غربی، نیو ساوت ولز و استرالیای جنوبی در دهه ۱۹۰۰ اداره می‌کرد.

## = در هلند
در زمان مبلغ (باتاویا) هلند (۱۵۹۲–۱۸۵۳)، زمانی که کلیسای کاتولیک رومی در کشور سرکوب شد، نه کلیسایی وجود داشت و نه اسقفی‌ها، و کشور عملاً به منطقهٔ مبلغی تبدیل شد که در آن کلیسا، «ایستگاه» نامیده می‌شدند. ایستگاه که معمولاً در انگلیسی کلیسای مخفی نامیده می‌شود، هم به کلیسای جماعت و هم به مقر یا محل آن اشاره دارد.